# Mycetophila brevicornis
Mycetophila brevicornis är en tvåvingeart som först beskrevs av Johann Wilhelm Meigen 1838.  Mycetophila brevicornis ingår i släktet Mycetophila och familjen platthornsmyggor.
Artens utbredningsområde är Tyskland. Inga underarter finns listade i Catalogue of Life.